# Río Grande de Jujuy
Pour les articles homonymes, voir Rio Grande.
Le río Grande de Jujuy est une rivière argentine, affluente du río Bermejo, lui-même important affluent du río Paraguay.
Il naît dans l'Altiplano de la province de Jujuy, dans la région d'Abra Pampa puis s'engage dans la Quebrada de Humahuaca en direction du sud. Peu après sa sortie du canyon, il traverse la ville de San Salvador de Jujuy, et entame ainsi un demi-tour qui va lui faire prendre la direction nord-nord-est à travers la large vallée El Ramal où il change de nom après son confluent avec le río Lavayén, venu de la province de Salta, et devient le río San Francisco.

## Affluents
- Le río Perico
- Le río Lavayén